# Département de Copo
Le département de Copo est une des 27 subdivisions de la province de Santiago del Estero, en Argentine. Son chef-lieu est la ville de Monte Quemado.
Le département a une superficie de 12 604 km2. Sa population s'élevait à 26 984 habitants en 2001.

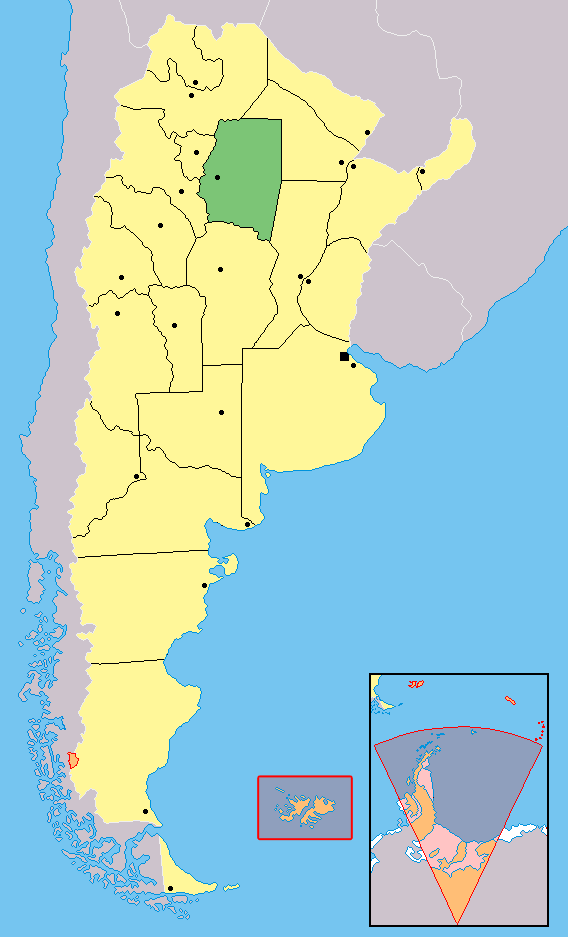
Localisation de la province de Santiago del Estero en Argentine